# Godsbanen (Aalborg)
 For alternative betydninger, se Godsbanen. (Se også artikler, som begynder med Godsbanen)
Godsbanen er et område i Aalborg, som har huset Aalborgs godsbaneterminal. Området er for tiden under byomdannelse, og det ventes at udvikle sig til en ny bydel. Arealet ligger omkranset af Jyllandsgade, Aalborg Busterminal - Kennedy Arkaden, Østre Allé og Dag Hammerskjolds Gade. Godsbanen betegnes også som City Campus, fordi VUC&hf Nordjylland og Aalborg Studenterkursus har hjemsted i nybyggeri på arealet, desuden ventes flere andre uddannelsesinstitutioner også at bygge på arealet. Boligselskabet Fjordblink har bygget 2 store bygninger på Godsbanen med ungdoms- og familieboliger.

## Udvilkingen af området
Siden opførelsen af Kennedy Arkaden i 2004 havde godsbanearealet været i bero. I 2010 kom der dog gang i omdannelsen af det gamle areal, idet DSB's ejendomsudvikling ønskede at afhænde og byudvikle arealet, og der viste sig interesse for at etablere et uddannelsescampus, da der var optimale trafikmuligheder ved Kennedy Arkaden. Der blev oprettet et parralelopdrag for at få idéer og tilknyttet rådgivere, og det blev derefter besluttet, at Polyform Arkitekter og Niras skulle stå for arbejdet. Følgende blev der udarbejdet en lokalplan, samt et kvalitetsprogram for områdets omdannelse.

## Visionen for området
Det er visionen at skabe et grønt byområde, der er baseret på sundhed og bæredygtige principper. Der skal sættes fokus på videnbyen og det aktive byliv, og der skal skabes et frugtbart samspil mellem Godsbanen, Østerådalen og de omkringliggende byområder. Herudover er det ønsket at eksperimenterende arkitektur og kreativ genbrug af kulturhistoriske spor skal være med til at skabe identitet i den nye bydel. Østerå ønskes frilagt og langs åen og Østerådalen ønskes etableret et grønt område.